# Serie di Brackett
In fisica la serie di Brackett è una sequenza di righe che descrive le righe spettrali dell'atomo di idrogeno. Tale serie è stata scoperta dal fisico statunitense Frederick Sumner Brackett nel 1922  e riguarda le righe spettrali nella regione dell'infrarosso, prodotte per l'emissione di un fotone da parte di un elettrone che, da uno stato eccitato, va ad occupare un livello energetico caratterizzato dal numero quantico principale n = 4.
Tale serie è ricavabile matematicamente dalla formula empirica:
{\displaystyle {1 \over \lambda }=R_{\text{H}}\left({\frac {1}{n^{2}}}-{\frac {1}{m^{2}}}\right)\qquad \left(R_{\text{H}}\approx 1,0968{\times }10^{7}\,{\text{m}}^{-1}\approx {\frac {13.6\,{\text{eV}}}{hc}}\right)}
RH è la costante di Rydberg ed m può assumere un qualsiasi valore intero da 5 compreso in poi.
Nel caso della serie di Brackett, n = 4.
Per le altre serie note, n assume il valore:
- 1 per la serie di Lyman
- 2 per la serie di Balmer
- 3 per la serie di Paschen
- 5 per la serie di Pfund
- 6 per la serie di Humphreys.

Le lunghezze d'onda (in nm) della serie di Brackett sono tutte nell'infrarosso:
| m                     | 5    | 6    | 7    | 8    | 9    | ∞    |
| Lunghezza d'onda (nm) | 4051 | 2625 | 2166 | 1944 | 1817 | 1458 |